# Coupe de France de cyclisme sur route 2012, résultats détaillés
Cette page regroupe les résultats détaillés de la Coupe de France de cyclisme sur route 2012.

## Attribution des points

### Classements individuels
Seuls les coureurs français et les coureurs étrangers des équipes françaises marquent des points correspondant à leur classement réel dans chaque épreuve. Le classement général s'établit par l'addition des points ainsi obtenus. Les coureurs de moins de 25 ans (signalés par une *) concourent pour le classement du meilleur jeune.
| Position | 1  | 2  | 3  | 4  | 5  | 6  | 7  | 8  | 9  | 10 | 11 | 12 | 13 | 14 | 15 |
| Points   | 50 | 35 | 25 | 20 | 18 | 16 | 14 | 12 | 10 | 8  | 6  | 5  | 3  | 3  | 3  |

### Classement par équipes
Le classement par équipes est établi de la manière suivante. Lors de chaque course, on additionne les places des trois premiers coureurs de chaque équipe. L'équipe avec le total le plus faible reçoit 12 points au classement des équipes, la deuxième équipe en reçoit neuf, la troisième équipe en reçoit huit et ainsi de suite jusqu'à la dixième équipe qui marque un point. Seules les équipes françaises marquent des points. Une équipe qui a moins de trois coureurs classés dans une épreuve ne marque pas de points.
| Position | 1  | 2 | 3 | 4 | 5 | 6 | 7 | 8 | 9 | 10 |
| Points   | 12 | 9 | 8 | 7 | 6 | 5 | 4 | 3 | 2 | 1  |

## Calendrier et résultats
| No | Date         | Nom de l'épreuve                       | Vainqueur           | Classement individuel | Classement des jeunes * | Classement par équipes |
| -- | ------------ | -------------------------------------- | ------------------- | --------------------- | ----------------------- | ---------------------- |
| 1  | 29 janvier   | Grand Prix d'ouverture La Marseillaise | Samuel Dumoulin     | Samuel Dumoulin       | Arthur Vichot           | Cofidis                |
| 2  | 17 mars      | Classic Loire-Atlantique               | Florian Vachon      | Florian Vachon        | Arthur Vichot           | Bretagne-Schuller      |
| 3  | 18 mars      | Cholet-Pays de Loire                   | Arnaud Démare       | Arnaud Démare         | Arnaud Démare           | FDJ-BigMat             |
| 4  | 30 mars      | Route Adélie de Vitré                  | Roberto Ferrari     | Arnaud Démare         | Arnaud Démare           | Bretagne-Schuller      |
| 5  | 1er avril    | Flèche d'Émeraude                      | Roberto Ferrari     | Arnaud Démare         | Arnaud Démare           | Saur-Sojasun           |
| 6  | 10 avril     | Paris-Camembert                        | Pierre-Luc Périchon | Pierre-Luc Périchon   | Pierre-Luc Périchon     | Saur-Sojasun           |
| 7  | 12 avril     | Grand Prix de Denain                   | Juan José Haedo     | Arnaud Démare         | Arnaud Démare           | Bretagne-Schuller      |
| 8  | 14 avril     | Tour du Finistère                      | Julien Simon        | Samuel Dumoulin       | Arnaud Démare           | Saur-Sojasun           |
| 9  | 15 avril     | Tro Bro Leon                           | Ryan Roth           | Samuel Dumoulin       | Arnaud Démare           | Bretagne-Schuller      |
| 10 | 26 mai       | Grand Prix de Plumelec-Morbihan        | Julien Simon        | Samuel Dumoulin       | Arnaud Démare           | Bretagne-Schuller      |
| 11 | 27 mai       | Boucles de l'Aulne                     | Sébastien Hinault   | Julien Simon          | Arnaud Démare           | Bretagne-Schuller      |
| 12 | 29 juillet   | Polynormande                           | Tony Hurel          | Samuel Dumoulin       | Arnaud Démare           | Bretagne-Schuller      |
| 13 | 19 août      | Châteauroux Classic de l'Indre         | Rafael Andriato     | Samuel Dumoulin       | Arnaud Démare           | Bretagne-Schuller      |
| 14 | 2 septembre  | Tour du Doubs                          | Jérôme Coppel       | Samuel Dumoulin       | Arnaud Démare           | Bretagne-Schuller      |
| 15 | 16 septembre | Grand Prix d'Isbergues                 | John Degenkolb      | Samuel Dumoulin       | Arnaud Démare           | Bretagne-Schuller      |
| 16 | 14 octobre   | Tour de Vendée                         | Wesley Kreder       | Samuel Dumoulin       | Arnaud Démare           | Bretagne-Schuller      |

## Grand Prix d'ouverture La Marseillaise
Résultats
|    | Coureur            | Pays     | Équipe                       |    | Temps           | Points |
| -- | ------------------ | -------- | ---------------------------- | -- | --------------- | ------ |
| 1  | Samuel Dumoulin    | France   | Cofidis                      | en | 3 h 39 min 29 s | 50     |
| 2  | Marco Marcato      | Italie   | Vacansoleil-DCM              | +  | 0 s             | -      |
| 3  | Arthur Vichot *    | France   | FDJ-BigMat                   |    | 0 s             | 25     |
| 4  | Jérémie Galland    | France   | Saur-Sojasun                 |    | 0 s             | 20     |
| 5  | Davide Malacarne * | Italie   | Europcar                     |    | 0 s             | 18     |
| 6  | Romain Hardy *     | France   | Bretagne-Schuller            |    | 0 s             | 16     |
| 7  | Julien Guay        | France   | Roubaix Lille Métropole      |    | 0 s             | 14     |
| 8  | Mikaël Cherel      | France   | AG2R La Mondiale             |    | 0 s             | 12     |
| 9  | Pieter Serry *     | Belgique | Topsport Vlaanderen-Mercator |    | 0 s             | -      |
| 10 | Bert De Waele      | Belgique | Landbouwkrediet-Euphony      |    | 0 s             | -      |
| 11 | Rémy Di Grégorio   | France   | Cofidis                      |    | 0 s             | 6      |
| 12 | Romain Bardet *    | France   | AG2R La Mondiale             |    | 0 s             | 5      |
| 13 | David Le Lay       | France   | Saur-Sojasun                 |    | 0 s             | 3      |
| 14 | Thibaut Pinot *    | France   | FDJ-BigMat                   |    | 6 s             | 3      |
| 15 | Lieuwe Westra      | Pays-Bas | Vacansoleil-DCM              |    | 6 s             | -      |

Par ailleurs, Guillaume Bonnafond (AG2R La Mondiale) gagne le Classement du Grand Prix de la montagne.

## Classic Loire-Atlantique
Résultats
|    | Coureur            | Pays     | Équipe                        |    | Temps           | Points |
| -- | ------------------ | -------- | ----------------------------- | -- | --------------- | ------ |
| 1  | Florian Vachon     | France   | Bretagne-Schuller             | en | 4 h 33 min 40 s | 50     |
| 2  | Mirko Selvaggi     | Italie   | Vacansoleil-DCM               | +  | 0 s             | -      |
| 3  | Sébastien Delfosse | Belgique | Landbouwkrediet-Euphony       |    | 16 s            | -      |
| 4  | Davy Commeyne      | Belgique | Landbouwkrediet-Euphony       |    | 17 s            | -      |
| 5  | Romain Feillu      | France   | Vacansoleil-DCM               |    | 17 s            | 18     |
| 6  | Arnoud van Groen   | Pays-Bas | Accent Jobs-Willems Veranda's |    | 17 s            | -      |
| 7  | Pieter Jacobs      | Belgique | Topsport Vlaanderen-Mercator  |    | 20 s            | -      |
| 8  | László Bodrogi     | France   | Type 1-Sanofi                 |    | 24 s            | 12     |
| 9  | Filippo Fortin *   | Italie   | Type 1-Sanofi                 |    | 24 s            | -      |
| 10 | Tom Van Asbroeck * | Belgique | Topsport Vlaanderen-Mercator  |    | 24 s            | -      |
| 11 | Wouter Mol         | Pays-Bas | Vacansoleil-DCM               |    | 24 s            | -      |
| 12 | Anthony Colin      | France   | Roubaix Lille Métropole       |    | 24 s            | 5      |
| 13 | Romain Hardy *     | France   | Bretagne-Schuller             |    | 24 s            | 3      |
| 14 | Marcello Pavarin   | Italie   | Vacansoleil-DCM               |    | 24 s            | -      |
| 15 | Clément Koretzky * | France   | La Pomme Marseille            |    | 24 s            | 3      |

Par ailleurs, Nacer Bouhanni (FDJ-BigMat) finit en tête du classement du meilleur grimpeur tandis que Sébastien Delfosse (Landbouwkrediet-Euphony) est élu coureur le plus combatif.

## Cholet-Pays de Loire
Résultats
|    | Coureur            | Pays   | Équipe                 |    | Temps           | Points |
| -- | ------------------ | ------ | ---------------------- | -- | --------------- | ------ |
| 1  | Arnaud Démare *    | France | FDJ-BigMat             | en | 5 h 07 min 20 s | 50     |
| 2  | Laurent Mangel     | France | Saur-Sojasun           | +  | 0 s             | 35     |
| 3  | Mickaël Delage     | France | FDJ-BigMat             |    | 0 s             | 25     |
| 4  | Adrien Petit *     | France | Cofidis                |    | 2 s             | 20     |
| 5  | Pierrick Fédrigo   | France | FDJ-BigMat             |    | 2 s             | 18     |
| 6  | Romain Feillu      | France | Vacansoleil-DCM        |    | 2 s             | 16     |
| 7  | Jonathan Hivert    | France | Saur-Sojasun           |    | 2 s             | 14     |
| 8  | Francesco Lasca *  | Italie | Caja Rural             |    | 2 s             | -      |
| 9  | Nacer Bouhanni *   | France | FDJ-BigMat             |    | 2 s             | 10     |
| 10 | Guillaume Blot     | France | Bretagne-Schuller      |    | 2 s             | 8      |
| 11 | Rony Martias       | France | Saur-Sojasun           |    | 2 s             | 6      |
| 12 | Justin Jules       | France | Véranda Rideau-Super U |    | 2 s             | 5      |
| 13 | Christophe Laborie | France | Saur-Sojasun           |    | 2 s             | 3      |
| 14 | Benjamin Giraud    | France | La Pomme Marseille     |    | 2 s             | 3      |
| 15 | Romain Hardy *     | France | Bretagne-Schuller      |    | 2 s             | 3      |

Par ailleurs, Benoît Jarrier (Véranda Rideau-Super U) gagne le challenge des 10 bosses, Yannick Talabardon (Saur-Sojasun) est élu coureur le plus combatif et Sébastien Duret (Bretagne-Schuller) est élu dossard vert.

## Route Adélie de Vitré
Résultats
|    | Coureur          | Pays        | Équipe                        |    | Temps           | Points |
| -- | ---------------- | ----------- | ----------------------------- | -- | --------------- | ------ |
| 1  | Roberto Ferrari  | Italie      | Androni Giocattoli-Venezuela  | en | 4 h 46 min 54 s | -      |
| 2  | Laurent Pichon   | France      | Bretagne-Schuller             | +  | 2 s             | 35     |
| 3  | Julien Simon     | France      | Saur-Sojasun                  |    | 2 s             | 25     |
| 4  | Russell Downing  | Royaume-Uni | Endura Racing                 |    | 2 s             | -      |
| 5  | Steven Caethoven | Belgique    | Accent Jobs-Willems Veranda's |    | 2 s             | 18     |
| 6  | Steven Tronet    | France      | Auber 93                      |    | 2 s             | 16     |
| 7  | Julien El Fares  | France      | Type 1-Sanofi                 |    | 2 s             | 14     |
| 8  | Julien Bérard *  | France      | AG2R La Mondiale              |    | 2 s             | 12     |
| 9  | Morgan Kneisky * | France      | Roubaix Lille Métropole       |    | 2 s             | 10     |
| 10 | Jure Kocjan      | Slovénie    | Type 1-Sanofi                 |    | 2 s             | -      |
| 11 | Justin Jules     | France      | Véranda Rideau-Super U        |    | 2 s             | 6      |
| 12 | Fabien Bacquet   | France      | Auber 93                      |    | 2 s             | 5      |
| 13 | Romain Bardet *  | France      | AG2R La Mondiale              |    | 2 s             | 3      |
| 14 | Toms Skujiņš *   | Lettonie    | La Pomme Marseille            |    | 2 s             | 3      |
| 15 | Kévin Réza       | France      | Europcar                      |    | 2 s             | 3      |

Par ailleurs, Brice Feillu (Saur-Sojasun) a été élu comme étant le coureur le plus combatif de la course tandis que Nicolas Vogondy (Cofidis) a été récompensé pour sa fidélité (14e participation à cette course).

## Flèche d'Émeraude
Résultats
|    | Coureur            | Pays     | Équipe                        |    | Temps           | Points |
| -- | ------------------ | -------- | ----------------------------- | -- | --------------- | ------ |
| 1  | Roberto Ferrari    | Italie   | Androni Giocattoli-Venezuela  | en | 4 h 16 min 48 s | -      |
| 2  | Nacer Bouhanni *   | France   | FDJ-BigMat                    | +  | m.t             | 35     |
| 3  | Jimmy Engoulvent   | France   | Saur-Sojasun                  |    | m.t             | 25     |
| 4  | Jimmy Casper       | France   | AG2R La Mondiale              |    | m.t             | 20     |
| 5  | Rony Martias       | France   | Saur-Sojasun                  |    | m.t             | 18     |
| 6  | Steven Caethoven   | Belgique | Accent Jobs-Willems Veranda's |    | m.t             | -      |
| 7  | Fabien Bacquet     | France   | Auber 93                      |    | m.t             | 14     |
| 8  | Jure Kocjan        | Slovénie | Type 1-Sanofi                 |    | m.t             | -      |
| 9  | Georg Preidler *   | Autriche | Type 1-Sanofi                 |    | m.t             | -      |
| 10 | Christophe Laborie | France   | Saur-Sojasun                  |    | m.t             | 8      |
| 11 | Francesco Lasca *  | Italie   | Caja Rural                    |    | m.t             | -      |
| 12 | Denis Flahaut      | France   | Roubaix Lille Métropole       |    | m.t             | 5      |
| 13 | Matteo Pelucchi *  | Italie   | Europcar                      |    | m.t             | 3      |
| 14 | Benoît Drujon      | France   | Auber 93                      |    | m.t             | 3      |
| 15 | Geoffrey Soupe *   | France   | FDJ-BigMat                    |    | m.t             | 3      |

## Paris-Camembert
Résultats
|    | Coureur               | Pays     | Équipe                        |    | Temps           | Points |
| -- | --------------------- | -------- | ----------------------------- | -- | --------------- | ------ |
| 1  | Pierre-Luc Périchon * | France   | La Pomme Marseille            | en | 4 h 47 min 34 s | 50     |
| 2  | Cyril Bessy           | France   | Saur-Sojasun                  | +  | 0 s             | 35     |
| 3  | Jean-Marc Bideau      | France   | Bretagne-Schuller             |    | 0 s             | 25     |
| 4  | Geoffroy Lequatre     | France   | Bretagne-Schuller             |    | 6 s             | 20     |
| 5  | Steven Caethoven      | Belgique | Accent Jobs-Willems Veranda's |    | 6 s             | -      |
| 6  | Stijn Neirynck        | Belgique | Topsport Vlaanderen-Mercator  |    | 6 s             | -      |
| 7  | Anthony Charteau      | France   | Europcar                      |    | 6 s             | 14     |
| 8  | Jean-Marc Marino      | France   | Saur-Sojasun                  |    | 6 s             | 12     |
| 9  | Evert Verbist         | Belgique | Accent Jobs-Willems Veranda's |    | 6 s             | -      |
| 10 | Sébastien Minard      | France   | AG2R La Mondiale              |    | 6 s             | 8      |
| 11 | Nicolas Vogondy       | France   | Cofidis                       |    | 9 s             | 6      |
| 12 | Tomasz Olejnik        | Pologne  | Véranda Rideau-Super U        |    | 9 s             | 5      |
| 13 | Geoffrey Soupe *      | France   | FDJ-BigMat                    |    | 9 s             | 3      |
| 14 | Yoann Bagot *         | France   | Cofidis                       |    | 11 s            | 3      |
| 15 | Jérôme Cousin *       | France   | Europcar                      |    | 22 s            | 3      |

Par ailleurs, Jean-Marc Bideau (Bretagne-Schuller) remporte le prix des monts.

## Grand Prix de Denain
Résultats
|    | Coureur               | Pays      | Équipe                    |    | Temps           | Points |
| -- | --------------------- | --------- | ------------------------- | -- | --------------- | ------ |
| 1  | Juan José Haedo       | Argentine | Saxo Bank                 | en | 4 h 38 min 13 s | -      |
| 2  | Alex Rasmussen        | Danemark  | Garmin-Barracuda          | +  | m.t             | -      |
| 3  | Andrea Guardini *     | Italie    | Farnese Vini-Selle Italia |    | m.t             | -      |
| 4  | Fabien Bacquet        | France    | Auber 93                  |    | m.t             | 20     |
| 5  | Arnaud Démare *       | France    | FDJ-BigMat                |    | m.t             | 18     |
| 6  | Guillaume Boivin *    | Canada    | SpiderTech-C10            |    | m.t             | -      |
| 7  | Kenny van Hummel      | Pays-Bas  | Vacansoleil-DCM           |    | m.t             | -      |
| 8  | Denis Flahaut         | France    | Roubaix Lille Métropole   |    | m.t             | 12     |
| 9  | Matteo Pelucchi *     | Italie    | Europcar                  |    | m.t             | 10     |
| 10 | Jimmy Casper          | France    | AG2R La Mondiale          |    | m.t             | 8      |
| 11 | Maxime Le Montagner * | France    | Véranda Rideau-Super U    |    | m.t             | 6      |
| 12 | Romain Feillu         | France    | Vacansoleil-DCM           |    | m.t             | 5      |
| 13 | Gaël Malacarne        | France    | Bretagne-Schuller         |    | m.t             | 3      |
| 14 | Boris Zimine *        | France    | Roubaix Lille Métropole   |    | m.t             | 3      |
| 15 | Evaldas Šiškevičius * | Lituanie  | La Pomme Marseille        |    | m.t             | 3      |

Par ailleurs, David Boucher (FDJ-BigMat) gagne le classement des sprints.

## Tour du Finistère
Résultats
|    | Coureur             | Pays        | Équipe                 |    | Temps           | Points |
| -- | ------------------- | ----------- | ---------------------- | -- | --------------- | ------ |
| 1  | Julien Simon        | France      | Saur-Sojasun           | en | 4 h 14 min 35 s | 50     |
| 2  | Samuel Dumoulin     | France      | Cofidis                | +  | 0 s             | 35     |
| 3  | Jonathan McEvoy *   | Royaume-Uni | Endura Racing          |    | 0 s             | -      |
| 4  | Jérémie Galland     | France      | Saur-Sojasun           |    | 0 s             | 20     |
| 5  | Lloyd Mondory       | France      | AG2R La Mondiale       |    | 0 s             | 18     |
| 6  | Rémi Cusin          | France      | Type 1-Sanofi          |    | 0 s             | 16     |
| 7  | Armindo Fonseca *   | France      | Bretagne-Schuller      |    | 0 s             | 14     |
| 8  | Justin Jules        | France      | Véranda Rideau-Super U |    | 0 s             | 12     |
| 9  | Mirko Selvaggi      | Italie      | Vacansoleil-DCM        |    | 3 s             | -      |
| 10 | Anthony Delaplace * | France      | Saur-Sojasun           |    | 3 s             | 8      |
| 11 | Éric Berthou        | France      | Bretagne-Schuller      |    | 3 s             | 6      |
| 12 | Romain Hardy        | France      | Bretagne-Schuller      |    | 3 s             | 5      |
| 13 | Tony Hurel *        | France      | Europcar               |    | 5 s             | 3      |
| 14 | Jure Kocjan         | Slovénie    | Type 1-Sanofi          |    | 5 s             | -      |
| 15 | Ronan Racault *     | France      | Auber 93               |    | 5 s             | 3      |

Par ailleurs, Julien Simon (Saur-Sojasun) gagne le prix du meilleur breton, Dimitri Champion (Bretagne-Schuller) est le coureur le plus combatif tandis que Jacek Morajko (Vacansoleil-DCM) gagne le classement des sprints.

## Tro Bro Leon
Résultats
|    | Coureur             | Pays     | Équipe                  |    | Temps           | Points |
| -- | ------------------- | -------- | ----------------------- | -- | --------------- | ------ |
| 1  | Ryan Roth           | Canada   | SpiderTech-C10          | en | 5 h 16 min 40 s | -      |
| 2  | Benoît Jarrier *    | France   | Véranda Rideau-Super U  | +  | 13 s            | 35     |
| 3  | Guillaume Boivin *  | Canada   | SpiderTech-C10          |    | 37 s            | -      |
| 4  | Arnaud Démare *     | France   | FDJ-BigMat              |    | 37 s            | 20     |
| 5  | Kristof Goddaert    | Belgique | AG2R La Mondiale        |    | 37 s            | 18     |
| 6  | Lloyd Mondory       | France   | AG2R La Mondiale        |    | 37 s            | 16     |
| 7  | Aleksejs Saramotins | Lettonie | Cofidis                 |    | 37 s            | 14     |
| 8  | Jérémie Galland     | France   | Saur-Sojasun            |    | 37 s            | 12     |
| 9  | Romain Feillu       | France   | Vacansoleil-DCM         |    | 37 s            | 10     |
| 10 | Tony Hurel *        | France   | Europcar                |    | 37 s            | 8      |
| 11 | Samuel Dumoulin     | France   | Cofidis                 |    | 37 s            | 6      |
| 12 | Éric Berthou        | France   | Bretagne-Schuller       |    | 37 s            | 5      |
| 13 | Marcello Pavarin    | Italie   | Vacansoleil-DCM         |    | 37 s            | -      |
| 14 | Jean-Luc Delpech    | France   | Bretagne-Schuller       |    | 37 s            | 3      |
| 15 | Morgan Kneisky *    | France   | Roubaix Lille Métropole |    | 37 s            | 3      |

Par ailleurs, Clément Koretzky (La Pomme Marseille) gagne le classement du meilleur grimpeur, Rémi Cusin (Type 1-Sanofi) gagne le classement des sprints, Éric Berthou (Bretagne-Schuller) est le meilleur breton et le meilleur finistérien de l'épreuve tandis que Benoît Jarrier (Véranda Rideau-Super U) gagne le prix des ribins, le classement du combiné et le prix du meilleur coureur de l'ouest sur ce Tro Bro Leon.

## Grand Prix de Plumelec-Morbihan
Résultats
|    | Coureur            | Pays             | Équipe                         |    | Temps           | Points |
| -- | ------------------ | ---------------- | ------------------------------ | -- | --------------- | ------ |
| 1  | Julien Simon       | France           | Saur-Sojasun                   | en | 4 h 28 min 48 s | 50     |
| 2  | Samuel Dumoulin    | France           | Cofidis                        | +  | 0 s             | 35     |
| 3  | Javier Mejías      | Espagne          | Type 1-Sanofi                  |    | 0 s             | -      |
| 4  | Pierrick Fédrigo   | France           | FDJ-BigMat                     |    | 0 s             | 20     |
| 5  | Matthieu Ladagnous | France           | FDJ-BigMat                     |    | 0 s             | 18     |
| 6  | David de la Fuente | Espagne          | Caja Rural                     |    | 0 s             | -      |
| 7  | Clément Koretzky * | France           | La Pomme Marseille             |    | 0 s             | 14     |
| 8  | Arnaud Gérard      | France           | FDJ-BigMat                     |    | 0 s             | 12     |
| 9  | Romain Feillu      | France           | Vacansoleil-DCM                |    | 0 s             | 10     |
| 10 | Rob Ruijgh         | Pays-Bas         | Vacansoleil-DCM                |    | 4 s             | -      |
| 11 | Julien Guay        | France           | Roubaix Lille Métropole        |    | 4 s             | 6      |
| 12 | Romain Hardy *     | France           | Bretagne-Schuller              |    | 4 s             | 5      |
| 13 | Alex Meenhorst *   | Nouvelle-Zélande | Differdange Magic-SportFood.de |    | 4 s             | -      |
| 14 | Vincent Jérôme     | France           | Europcar                       |    | 4 s             | 3      |
| 15 | Laurent Pichon     | France           | Bretagne-Schuller              |    | 8 s             | 3      |

Par ailleurs, Brice Feillu (Saur-Sojasun) gagne le classement du meilleur grimpeur, Fabien Schmidt (Roubaix Lille Métropole) gagne le classement des sprints intermédiaires, Julien Simon (Saur-Sojasun) est le meilleur breton et Julian Alaphilippe est le meilleur coureur de la sélection française.

## Boucles de l'Aulne
Résultats
|    | Coureur             | Pays     | Équipe                  |    | Temps           | Points |
| -- | ------------------- | -------- | ----------------------- | -- | --------------- | ------ |
| 1  | Sébastien Hinault   | France   | AG2R La Mondiale        | en | 4 h 01 min 05 s | 50     |
| 2  | Laurent Pichon      | France   | Bretagne-Schuller       | +  | m.t             | 35     |
| 3  | Romain Feillu       | France   | Vacansoleil-DCM         |    | m.t             | 25     |
| 4  | Pierrick Fédrigo    | France   | FDJ-BigMat              |    | m.t             | 20     |
| 5  | Julien Simon        | France   | Saur-Sojasun            |    | m.t             | 18     |
| 6  | Lloyd Mondory       | France   | AG2R La Mondiale        |    | m.t             | 16     |
| 7  | Samuel Dumoulin     | France   | Cofidis                 |    | m.t             | 14     |
| 8  | Julien El Fares     | France   | Type 1-Sanofi           |    | m.t             | 12     |
| 9  | Florian Guillou     | France   | Bretagne-Schuller       |    | m.t             | 10     |
| 10 | Arthur Vichot *     | France   | FDJ-BigMat              |    | m.t             | 8      |
| 11 | Cyril Gautier *     | France   | Europcar                |    | m.t             | 6      |
| 12 | Davy Commeyne       | Belgique | Landbouwkrediet-Euphony |    | m.t             | -      |
| 13 | Jean-Marc Marino    | France   | Saur-Sojasun            |    | m.t             | 3      |
| 14 | Mathieu Drujon      | France   | Auber 93                |    | m.t             | 3      |
| 15 | Dimitri Le Boulch * | France   | Auber 93                |    | m.t             | 3      |

## Polynormande
Résultats
|    | Coureur               | Pays     | Équipe                       |    | Temps           | Points |
| -- | --------------------- | -------- | ---------------------------- | -- | --------------- | ------ |
| 1  | Tony Hurel *          | France   | Europcar                     | en | 3 h 39 min 29 s | 50     |
| 2  | Samuel Dumoulin       | France   | Cofidis                      | +  | m.t             | 35     |
| 3  | Davy Commeyne         | Belgique | Landbouwkrediet-Euphony      |    | m.t             | -      |
| 4  | Sébastien Turgot      | France   | Europcar                     |    | m.t             | 20     |
| 5  | Sven Vandousselaere * | Belgique | Topsport Vlaanderen-Mercator |    | m.t             | -      |
| 6  | Mickaël Delage        | France   | FDJ-BigMat                   |    | m.t             | 16     |
| 7  | Benoît Jarrier *      | France   | Véranda Rideau-Super U       |    | m.t             | 14     |
| 8  | Boris Zimine *        | France   | Roubaix Lille Métropole      |    | m.t             | 12     |
| 9  | Pieter Jacobs         | Belgique | Topsport Vlaanderen-Mercator |    | m.t             | -      |
| 10 | Cyrille Patoux        | France   | Équipe de France             |    | m.t             | 8      |
| 11 | Yannick Martinez *    | France   | La Pomme Marseille           |    | m.t             | 6      |
| 12 | Laurent Pichon        | France   | Bretagne-Schuller            |    | m.t             | 5      |
| 13 | Pierre Drancourt      | France   | Roubaix Lille Métropole      |    | m.t             | 3      |
| 14 | Guillaume Levarlet    | France   | Saur-Sojasun                 |    | m.t             | 3      |
| 15 | Sébastien Minard      | France   | AG2R La Mondiale             |    | m.t             | 3      |

Par ailleurs, Toms Skujiņš (La Pomme Marseille) gagne le classement de la montagne et Arnaud Courteille (FDJ-BigMat) gagne le classement des sprints.

## Châteauroux Classic de l'Indre
Résultats
|    | Coureur               | Pays        | Équipe                    |    | Temps           | Points |
| -- | --------------------- | ----------- | ------------------------- | -- | --------------- | ------ |
| 1  | Rafael Andriato *     | Brésil      | Farnese Vini-Selle Italia | en | 4 h 35 min 50 s | -      |
| 2  | Yauheni Hutarovich    | Biélorussie | FDJ-BigMat                | +  | m.t             | 35     |
| 3  | Yohann Gène           | France      | Europcar                  |    | m.t             | 25     |
| 4  | Lucas Sebastián Haedo | Argentine   | Saxo Bank-Tinkoff Bank    |    | m.t             | -      |
| 5  | Evaldas Šiškevičius * | Lituanie    | La Pomme Marseille        |    | m.t             | 18     |
| 6  | Fabien Bacquet        | France      | Auber 93                  |    | m.t             | 16     |
| 7  | Cyril Lemoine         | France      | Saur-Sojasun              |    | m.t             | 14     |
| 8  | Baptiste Planckaert * | Belgique    | Landbouwkrediet-Euphony   |    | m.t             | -      |
| 9  | Benoît Jarrier *      | France      | Véranda Rideau-Super U    |    | m.t             | 10     |
| 10 | Mathieu Delarozière   | France      | La Pomme Marseille        |    | m.t             | 8      |
| 11 | Reinier Honig         | Pays-Bas    | Landbouwkrediet-Euphony   |    | m.t             | -      |
| 12 | Samuel Dumoulin       | France      | Cofidis                   |    | m.t             | 5      |
| 13 | Armindo Fonseca *     | France      | Bretagne-Schuller         |    | m.t             | 3      |
| 14 | Zakkari Dempster *    | Australie   | Endura Racing             |    | m.t             | -      |
| 15 | Matthieu Boulo *      | France      | Roubaix Lille Métropole   |    | m.t             | 3      |

Par ailleurs, Gilles Devillers (Landbouwkrediet-Euphony) gagne le challenge Citroën, Kévin Lalouette (Roubaix Lille Métropole) gagne le classement des points chauds. Clément Koretzky (La Pomme Marseille) gagne la prime du conseil général de l'Indre et est élu coureur le plus combatif, Steve Houanard (AG2R La Mondiale) gagne la prime de la ville de Châteauroux, Yohann Gène (Europcar) est le meilleur français de l'épreuve, Cyril Lemoine (Saur-Sojasun) est le meilleur coureur régional et Jérémy Roy (FDJ-BigMat) gagne le prix du dossard vert.

## Tour du Doubs
Résultats
|    | Coureur            | Pays    | Équipe                 |    | Temps           | Points |
| -- | ------------------ | ------- | ---------------------- | -- | --------------- | ------ |
| 1  | Jérôme Coppel      | France  | Saur-Sojasun           | en | 4 h 34 min 11 s | 50     |
| 2  | Sylvain Georges    | France  | AG2R La Mondiale       | +  | m.t             | 35     |
| 3  | Jean-Marc Bideau   | France  | Bretagne-Schuller      |    | m.t             | 25     |
| 4  | Samuel Dumoulin    | France  | Cofidis                |    | m.t             | 20     |
| 5  | Geoffrey Soupe *   | France  | FDJ-BigMat             |    | m.t             | 18     |
| 6  | Julien Simon       | France  | Saur-Sojasun           |    | m.t             | 16     |
| 7  | Freddy Bichot      | France  | Véranda Rideau-Super U |    | m.t             | 14     |
| 8  | Yannick Martinez * | France  | La Pomme Marseille     |    | m.t             | 12     |
| 9  | Jérémie Galland    | France  | Saur-Sojasun           |    | m.t             | 10     |
| 10 | Romain Mathéou     | France  | Véranda Rideau-Super U |    | m.t             | 8      |
| 11 | Arnaud Gérard      | France  | FDJ-BigMat             |    | m.t             | 6      |
| 12 | Cédric Pineau      | France  | FDJ-BigMat             |    | m.t             | 5      |
| 13 | Péter Kusztor      | Hongrie | Atlas Personal-Jakroo  |    | m.t             | -      |
| 14 | Sébastien Minard   | France  | AG2R La Mondiale       |    | m.t             | 3      |
| 15 | Yukiya Arashiro    | Japon   | Europcar               |    | m.t             | 3      |

Par ailleurs, Jérôme Coppel (Saur-Sojasun) remporte le classement du meilleur grimpeur et Clément Koretzky (La Pomme Marseille) gagne le classement des points chauds.

## Grand Prix d'Isbergues
Résultats
|    | Coureur               | Pays        | Équipe                       |    | Temps           | Points |
| -- | --------------------- | ----------- | ---------------------------- | -- | --------------- | ------ |
| 1  | John Degenkolb *      | Allemagne   | Argos-Shimano                | en | 4 h 59 min 23 s | -      |
| 2  | Kenny van Hummel      | Pays-Bas    | Vacansoleil-DCM              | +  | m.t             | -      |
| 3  | Stéphane Poulhiès     | France      | Saur-Sojasun                 |    | m.t             | 25     |
| 4  | Adam Blythe *         | Royaume-Uni | BMC Racing                   |    | m.t             | -      |
| 5  | Samuel Dumoulin       | France      | Cofidis                      |    | m.t             | 18     |
| 6  | Jimmy Casper          | France      | AG2R La Mondiale             |    | m.t             | 16     |
| 7  | Jean-Luc Delpech      | France      | Bretagne-Schuller            |    | m.t             | 14     |
| 8  | Jarosław Marycz *     | Pologne     | Saxo Bank-Tinkoff Bank       |    | m.t             | -      |
| 9  | Yannick Martinez *    | France      | La Pomme Marseille           |    | m.t             | 10     |
| 10 | Maxime Le Montagner * | France      | Véranda Rideau-Super U       |    | m.t             | 8      |
| 11 | Steve Houanard        | France      | AG2R La Mondiale             |    | m.t             | 6      |
| 12 | Tom Van Asbroeck *    | Belgique    | Topsport Vlaanderen-Mercator |    | m.t             | -      |
| 13 | Evaldas Šiškevičius   | Lituanie    | La Pomme Marseille           |    | m.t             | 3      |
| 14 | Alexandre Pichot      | France      | Europcar                     |    | m.t             | 3      |
| 15 | Renaud Dion           | France      | Bretagne-Schuller            |    | m.t             | 3      |

Par ailleurs, Thomas Vaubourzeix (La Pomme Marseille) gagne le prix des monts et le sprint le 62, Kévin Lalouette (Roubaix Lille Métropole) gagne le prix des sprints, Lloyd Mondory (AG2R La Mondiale) le prix de la combativité et Adrien Petit (Cofidis) le prix du dossard vert.

## Tour de Vendée
Résultats
|    | Coureur           | Pays     | Équipe                       |    | Temps          | Points |
| -- | ----------------- | -------- | ---------------------------- | -- | -------------- | ------ |
| 1  | Wesley Kreder *   | Pays-Bas | Vacansoleil-DCM              | en | 4 h 13 min 8 s | -      |
| 2  | Jonathan Hivert   | France   | Saur-Sojasun                 | +  | 2 s            | 35     |
| 3  | Sébastien Hinault | France   | AG2R La Mondiale             |    | 2 s            | 25     |
| 4  | Armindo Fonseca * | France   | Bretagne-Schuller            |    | 2 s            | 20     |
| 5  | Benoît Vaugrenard | France   | FDJ Big-Mat                  |    | 2 s            | 18     |
| 6  | Laurent Pichon    | France   | Bretagne-Schuller            |    | 2 s            | 16     |
| 7  | Samuel Dumoulin   | France   | Cofidis                      |    | 2 s            | 14     |
| 8  | Marco Marcato     | Italie   | Vacansoleil-DCM              |    | 2 s            | -      |
| 9  | Eliot Lietaer *   | Belgique | Topsport Vlaanderen-Mercator |    | 2 s            | -      |
| 10 | Saïd Haddou       | France   | Europcar                     |    | 2 s            | 8      |
| 11 | Benoît Jarrier *  | France   | Véranda Rideau-Super U       |    | 2 s            | 6      |
| 12 | Marcello Pavarin  | Italie   | Vacansoleil-DCM              |    | 2 s            | -      |
| 13 | Arnaud Gérard     | France   | FDJ Big-Mat                  |    | 2 s            | 3      |
| 14 | Julien Bérard *   | France   | AG2R La Mondiale             |    | 2 s            | 3      |
| 15 | Bryan Nauleau *   | France   | Europcar                     |    | 2 s            | 3      |

Par ailleurs, Julien Duval (Véranda Rideau-Super U) gagne le prix de la combativité et Julien Antomarchi (Type 1-Sanofi) gagne le trophée Yves Cougnaud.

## Classements généraux
Au 14 octobre 2012

### Classement général individuel
| #  | Coureur           | Équipe                 | Pts | MAR | CLA | CHO | VIT | FLE | PC  | DEN | FIN | TRO | PLU | AUL | POL | CCI | DOU | ISB | VEN |
| -- | ----------------- | ---------------------- | --- | --- | --- | --- | --- | --- | --- | --- | --- | --- | --- | --- | --- | --- | --- | --- | --- |
| 1  | Samuel Dumoulin   | Cofidis                | 232 | 50  | Np. | Np. | Np. | Np. | 0   | 0   | 35  | 6   | 35  | 14  | 35  | 5   | 20  | 14  | 18  |
| 2  | Julien Simon      | Saur-Sojasun           | 159 | 0   | Np. | Np. | 25  | Np. | 0   | Np. | 50  | Np. | 50  | 18  | Np. | Np. | 16  | 0   | Np. |
| 3  | Laurent Pichon    | Bretagne-Schuller      | 94  | 0   | 0   | Np. | 35  | 0   | 0   | Np. | Np. | 0   | 3   | 35  | 5   | Np. | 0   | 0   | 16  |
| 4  | Arnaud Démare     | FDJ-BigMat             | 88  | Np. | Np. | 50  | Np. | Np. | Np. | 18  | Np. | 20  | Np. | Np. | Np. | Np. | Np. | Np. | Np. |
| 5  | Romain Feillu     | Vacansoleil-DCM        | 84  | 0   | 18  | 16  | Np. | Np. | Np. | 5   | 0   | 10  | 10  | 25  | Np. | Np. | Np. | Np. | Np. |
| 6  | Sébastien Hinault | AG2R La Mondiale       | 75  | Np. | Np. | Np. | Np. | Np. | Np. | Np. | Np. | Np. | 0   | 50  | Np. | Np. | Np. | Np. | 25  |
| 7  | Benoît Jarrier    | Véranda Rideau-Super U | 65  | 0   | Np. | 0   | Np. | Np. | Np. | 0   | Np. | 35  | Np. | Np. | 14  | 10  | 0   | 0   | 6   |
| 8  | Jérémie Galland   | Saur-Sojasun           | 62  | 20  | 0   | 0   | Np. | 0   | Np. | Np. | 20  | 12  | Np. | Np. | Np. | 0   | 10  | Np. | Np. |
| 9  | Tony Hurel        | Europcar               | 61  | Np. | Np. | Np. | 0   | 0   | 0   | Np. | 3   | 8   | Np. | Np. | 50  | 0   | Np. | Np. | 0   |
| 10 | Pierrick Fédrigo  | FDJ-BigMat             | 58  | Np. | 0   | 18  | Np. | Np. | 0   | Np. | 0   | 0   | 20  | 20  | Np. | Np. | Np. | 0   | Np. |

| Suite du classement (11-100) | Suite du classement (11-100) | Suite du classement (11-100) | Suite du classement (11-100) |
| ---------------------------- | ---------------------------- | ---------------------------- | ---------------------------- |
| 11                           | Fabien Bacquet               | Auber 93                     | 55                           |
| 12                           | Florian Vachon               | Bretagne-Schuller            | 50                           |
| 13                           | Jérôme Coppel                | Saur-Sojasun                 | 50                           |
| 14                           | Pierre-Luc Périchon          | La Pomme Marseille           | 50                           |
| 15                           | Jean-Marc Bideau             | Bretagne-Schuller            | 50                           |
| 16                           | Lloyd Mondory                | AG2R La Mondiale             | 50                           |
| 17                           | Jonathan Hivert              | Saur-Sojasun                 | 49                           |
| 18                           | Nacer Bouhanni               | FDJ-BigMat                   | 45                           |
| 19                           | Jimmy Casper                 | AG2R La Mondiale             | 44                           |
| 20                           | Mickaël Delage               | FDJ-BigMat                   | 41                           |
| 21                           | Armindo Fonseca              | Bretagne-Schuller            | 37                           |
| 22                           | Sylvain Georges              | AG2R La Mondiale             | 35                           |
| 23                           | Yauheni Hutarovich           | FDJ-BigMat                   | 35                           |
| 24                           | Cyril Bessy                  | Saur-Sojasun                 | 35                           |
| 25                           | Laurent Mangel               | Saur-Sojasun                 | 35                           |
| 26                           | Arthur Vichot                | FDJ-BigMat                   | 33                           |
| 27                           | Romain Hardy                 | Bretagne-Schuller            | 32                           |
| 28                           | Yannick Martinez             | La Pomme Marseille           | 28                           |
| 29                           | Julien El Fares              | Type 1-Sanofi                | 26                           |
| 30                           | Stéphane Poulhiès            | Saur-Sojasun                 | 25                           |
| 31                           | Yohann Gène                  | Europcar                     | 25                           |
| 32                           | Jimmy Engoulvent             | Saur-Sojasun                 | 25                           |
| 33                           | Evaldas Šiškevičius          | La Pomme Marseille           | 24                           |
| 34                           | Geoffrey Soupe               | FDJ-BigMat                   | 24                           |
| 35                           | Rony Martias                 | Saur-Sojasun                 | 24                           |
| 36                           | Justin Jules                 | Véranda Rideau-Super U       | 23                           |
| 37                           | Arnaud Gérard                | FDJ-BigMat                   | 21                           |
| 38                           | Sébastien Turgot             | Europcar                     | 20                           |
| 39                           | Adrien Petit                 | Cofidis                      | 20                           |
| 40                           | Geoffroy Lequatre            | Bretagne-Schuller            | 20                           |
| 41                           | Julien Guay                  | Roubaix Lille Métropole      | 20                           |
| 42                           | Benoît Vaugrenard            | FDJ-BigMat                   | 18                           |
| 43                           | Kristof Goddaert             | AG2R La Mondiale             | 18                           |
| 44                           | Matthieu Ladagnous           | FDJ-BigMat                   | 18                           |
| 45                           | Davide Malacarne             | Europcar                     | 18                           |
| 46                           | Jean-Luc Delpech             | Bretagne-Schuller            | 17                           |
| 47                           | Clément Koretzky             | La Pomme Marseille           | 17                           |
| 48                           | Denis Flahaut                | Roubaix Lille Métropole      | 17                           |
| 49                           | Steven Tronet                | Auber 93                     | 16                           |
| 50                           | Rémi Cusin                   | Type 1-Sanofi                | 16                           |
| 51                           | Julien Bérard                | AG2R La Mondiale             | 15                           |
| 52                           | Jean-Marc Marino             | Saur-Sojasun                 | 15                           |
| 53                           | Boris Zimine                 | Roubaix Lille Métropole      | 15                           |
| 54                           | Anthony Charteau             | Europcar                     | 14                           |
| 55                           | Sébastien Minard             | AG2R La Mondiale             | 14                           |
| 56                           | Maxime Le Montagner          | Véranda Rideau-Super U       | 14                           |
| 57                           | Freddy Bichot                | Véranda Rideau-Super U       | 14                           |
| 58                           | Cyril Lemoine                | Saur-Sojasun                 | 14                           |
| 59                           | Aleksejs Saramotins          | Cofidis                      | 14                           |
| 60                           | Morgan Kneisky               | Roubaix Lille Métropole      | 13                           |
| 61                           | Matteo Pelucchi              | Europcar                     | 13                           |
| 62                           | László Bodrogi               | Type 1-Sanofi                | 12                           |
| 63                           | Mikaël Cherel                | AG2R La Mondiale             | 12                           |
| 64                           | Christophe Laborie           | Saur-Sojasun                 | 11                           |
| 65                           | Éric Berthou                 | Bretagne-Schuller            | 11                           |
| 66                           | Florian Guillou              | Bretagne-Schuller            | 10                           |
| 67                           | Saïd Haddou                  | Europcar                     | 8                            |
| 68                           | Romain Mathéou               | Véranda Rideau-Super U       | 8                            |
| 69                           | Romain Bardet                | AG2R La Mondiale             | 8                            |
| 70                           | Mathieu Delarozière          | La Pomme Marseille           | 8                            |
| 71                           | Cyrille Patoux               | Équipe de France             | 8                            |
| 72                           | Anthony Delaplace            | Saur-Sojasun                 | 8                            |
| 73                           | Guillaume Blot               | Bretagne-Schuller            | 8                            |
| 74                           | Steve Houanard               | AG2R La Mondiale             | 6                            |
| 75                           | Cyril Gautier                | Europcar                     | 6                            |
| 76                           | Nicolas Vogondy              | Cofidis                      | 6                            |
| 77                           | Rémy Di Grégorio             | Cofidis                      | 6                            |
| 78                           | Anthony Colin                | Roubaix Lille Métropole      | 5                            |
| 79                           | Cédric Pineau                | FDJ-BigMat                   | 5                            |
| 80                           | Tomasz Olejnik               | Véranda Rideau-Super U       | 3                            |
| 81                           | Bryan Nauleau                | Europcar                     | 3                            |
| 82                           | Renaud Dion                  | Bretagne-Schuller            | 3                            |
| 83                           | Mathieu Drujon               | Auber 93                     | 3                            |
| 84                           | David Le Lay                 | Saur-Sojasun                 | 3                            |
| 85                           | Gaël Malacarne               | Bretagne-Schuller            | 3                            |
| 86                           | Benjamin Giraud              | La Pomme Marseille           | 3                            |
| 87                           | Alexandre Pichot             | Europcar                     | 3                            |
| 88                           | Dimitri Le Boulch            | Auber 93                     | 3                            |
| 89                           | Matthieu Boulo               | Roubaix Lille Métropole      | 3                            |
| 90                           | Toms Skujiņš                 | La Pomme Marseille           | 3                            |
| 91                           | Vincent Jérôme               | Europcar                     | 3                            |
| 92                           | Yukiya Arashiro              | Europcar                     | 3                            |
| 93                           | Thibaut Pinot                | FDJ-BigMat                   | 3                            |
| 94                           | Pierre Drancourt             | Roubaix Lille Métropole      | 3                            |
| 95                           | Ronan Racault                | Auber 93                     | 3                            |
| 96                           | Guillaume Levarlet           | Saur-Sojasun                 | 3                            |
| 97                           | Yoann Bagot                  | Cofidis                      | 3                            |
| 98                           | Kévin Réza                   | Europcar                     | 3                            |
| 99                           | Benoît Drujon                | Auber 93                     | 3                            |
| 100                          | Jérôme Cousin                | Europcar                     | 3                            |

### Classement général individuel des jeunes
| #  | Coureur             | Équipe                 | Pts | MAR | CLA | CHO | VIT | FLE | PC  | DEN | FIN | TRO | PLU | AUL | POL | CCI | DOU | ISB | VEN |
| -- | ------------------- | ---------------------- | --- | --- | --- | --- | --- | --- | --- | --- | --- | --- | --- | --- | --- | --- | --- | --- | --- |
| 1  | Arnaud Démare       | FDJ-BigMat             | 88  | Np. | Np. | 50  | Np. | Np. | Np. | 18  | Np. | 20  | Np. | Np. | Np. | Np. | Np. | Np. | Np. |
| 2  | Benoît Jarrier      | Véranda Rideau-Super U | 65  | 0   | Np. | 0   | Np. | Np. | Np. | 0   | Np. | 35  | Np. | Np. | 14  | 10  | 0   | 0   | 6   |
| 3  | Tony Hurel          | Europcar               | 61  | Np. | Np. | Np. | 0   | 0   | 0   | Np. | 3   | 8   | Np. | Np. | 50  | 0   | Np. | Np. | 0   |
| 4  | Pierre-Luc Périchon | La Pomme Marseille     | 50  | Np. | 0   | 0   | 0   | 0   | 50  | 0   | 0   | 0   | 0   | Np. | Np. | 0   | Np. | Np. | Np. |
| 5  | Nacer Bouhanni      | FDJ-BigMat             | 45  | Np. | 0   | 10  | Np. | 35  | Np. | Np. | Np. | 0   | Np. | Np. | Np. | Np. | Np. | Np. | Np. |
| 6  | Armindo Fonseca     | Bretagne-Schuller      | 37  | 0   | Np. | 0   | Np. | 0   | Np. | 0   | 14  | Np. | 0   | Np. | Np. | 3   | 0   | Np. | 20  |
| 7  | Arthur Vichot       | FDJ-BigMat             | 33  | 25  | Np. | Np. | Np. | Np. | Np. | Np. | Np. | Np. | 0   | 0   | Np. | Np. | 0   | Np. | Np. |
| 8  | Romain Hardy        | Bretagne-Schuller      | 32  | 16  | 3   | 3   | Np. | Np. | 0   | Np. | 5   | Np. | 5   | Np. | Np. | Np. | Np. | Np. | Np. |
| 9  | Yannick Martinez    | La Pomme Marseille     | 28  | 0   | Np. | 0   | Np. | Np. | 0   | 0   | Np. | 0   | Np. | Np. | 6   | Np. | 12  | 10  | Np. |
| 10 | Evaldas Šiškevičius | La Pomme Marseille     | 24  | Np. | 0   | 0   | 0   | 0   | 0   | 3   | Np. | 0   | Np. | Np. | 0   | 18  | Np. | 3   | Np. |

| Suite du classement (11-32) | Suite du classement (11-32) | Suite du classement (11-32) | Suite du classement (11-32) |
| --------------------------- | --------------------------- | --------------------------- | --------------------------- |
| 11                          | Geoffrey Soupe              | FDJ-BigMat                  | 24                          |
| 12                          | Adrien Petit                | Cofidis                     | 20                          |
| 13                          | Davide Malacarne            | Europcar                    | 18                          |
| 14                          | Clément Koretzky            | La Pomme Marseille          | 17                          |
| 15                          | Julien Bérard               | AG2R La Mondiale            | 15                          |
| 16                          | Boris Zimine                | Roubaix Lille Métropole     | 15                          |
| 17                          | Maxime Le Montagner         | Véranda Rideau-Super U      | 14                          |
| 18                          | Matteo Pelucchi             | Europcar                    | 13                          |
| 19                          | Morgan Kneisky              | Roubaix Lille Métropole     | 13                          |
| 20                          | Éric Berthou                | Bretagne-Schuller           | 11                          |
| 21                          | Romain Bardet               | AG2R La Mondiale            | 8                           |
| 22                          | Anthony Delaplace           | Saur-Sojasun                | 8                           |
| 23                          | Cyril Gautier               | Europcar                    | 6                           |
| 24                          | Bryan Nauleau               | Europcar                    | 3                           |
| 25                          | Jérôme Cousin               | Europcar                    | 3                           |
| 26                          | Thibaut Pinot               | FDJ-BigMat                  | 3                           |
| 27                          | Dimitri Le Boulch           | Auber 93                    | 3                           |
| 28                          | Matthieu Boulo              | Roubaix Lille Métropole     | 3                           |
| 29                          | Yoann Bagot                 | Cofidis                     | 3                           |
| 30                          | Kévin Réza                  | Europcar                    | 3                           |
| 31                          | Toms Skujiņš                | La Pomme Marseille          | 3                           |
| 32                          | Ronan Racault               | Auber 93                    | 3                           |

### Classement par équipes
| #  | Équipe                  | Pts | MAR | CLA | CHO | VIT | FLE | PC | DEN | FIN | TRO | PLU | AUL | POL | CCI | DOU | ISB | VEN |
| -- | ----------------------- | --- | --- | --- | --- | --- | --- | -- | --- | --- | --- | --- | --- | --- | --- | --- | --- | --- |
| 1  | Bretagne-Schuller       | 140 | 6   | 12  | 8   | 6   | 7   | 12 | 8   | 9   | 12  | 8   | 12  | 3   | 9   | 7   | 9   | 12  |
| 2  | Saur-Sojasun            | 115 | 9   | 5   | 9   | 9   | 12  | 9  | 6   | 12  | 0   | 9   | 5   | 1   | 3   | 12  | 6   | 8   |
| 3  | FDJ-BigMat              | 106 | 8   | 8   | 12  | 3   | 9   | 5  | 1   | 6   | 7   | 12  | 9   | 9   | 7   | 9   | 1   | 0   |
| 4  | Europcar                | 94  | 4   | 6   | 2   | 8   | 5   | 8  | 4   | 7   | 4   | 5   | 7   | 12  | 8   | 0   | 5   | 9   |
| 5  | AG2R La Mondiale        | 88  | 7   | 3   | 6   | 7   | 6   | 6  | 3   | 4   | 8   | 1   | 6   | 7   | 1   | 8   | 8   | 7   |
| 6  | La Pomme Marseille      | 87  | 5   | 7   | 4   | 4   | 1   | 4  | 7   | 2   | 3   | 6   | 4   | 6   | 12  | 6   | 12  | 4   |
| 7  | Cofidis                 | 79  | 12  | 0   | 1   | 5   | 3   | 7  | 2   | 8   | 9   | 3   | 3   | 5   | 4   | 4   | 7   | 6   |
| 8  | Auber 93                | 71  | 0   | 4   | 3   | 12  | 8   | 1  | 9   | 5   | 5   | 2   | 8   | 2   | 2   | 3   | 4   | 3   |
| 9  | Véranda Rideau-Super U  | 62  | 3   | 2   | 7   | 1   | 4   | 3  | 5   | 3   | 6   | 4   | 2   | 4   | 5   | 5   | 3   | 5   |
| 10 | Roubaix Lille Métropole | 59  | 0   | 9   | 5   | 2   | 2   | 2  | 12  | 1   | 0   | 7   | 1   | 8   | 6   | 2   | 2   | 0   |